# Fekete kutya (film)
A Fekete kutya (eredeti cím: Black Dog) 1998-ben bemutatott amerikai akciófilm Kevin Hooks rendezésében. A főbb szerepekben Patrick Swayze, valamint Randy Travis és Meat Loaf amerikai énekesek láthatók.
1998. május 1-jén jelent meg.

## Cselekmény
Egy börtönviselt kamionsofőr felfedezi, hogy a kamionja tele van fegyverekkel. Mivel családja eltartása érdekében elfogadta az állást, a férfi rádöbben: a felesége és gyermekei veszélyben vannak, ha nem szállítja ki a fegyvereket.

## Szereplők
| Szerep                | Színész            | Magyar hang       |
| --------------------- | ------------------ | ----------------- |
| Jack Crews            | Patrick Swayze     | Haás Vander Péter |
| Earl                  | Randy Travis       | Epres Attila      |
| Red                   | Meat Loaf          | Csuja Imre        |
| Sonny Boxer           | Gabriel Casseus    | Stohl András      |
| Wes                   | Brian Vincent      | Csőre Gábor       |
| Frank Cutler          | Graham Beckel      | Papp János        |
| Melanie Crews         | Brenda Strong      | Für Anikó         |
| Junior                | Rusty DeWees       | Zágoni Zsolt      |
| Norman                | Kevin Nash         |                   |
| Vince                 | Cyril O'Reilly     | Koncz István      |
| Tracy Crews           | Erin Broderick     | Czető Zsanett     |
| Allen Ford FBI-ügynök | Charles Dutton     | Besenczi Árpád    |
| McClaren ATF-ügynök   | Stephen Tobolowsky | Mertz Tibor       |
| Avery FBI-ügynök      | Lorraine Toussaint | Kocsis Mariann    |

## A film zenéje
1998 áprilisában a Decca Records Nashville kiadónál megjelent a filmhez készült filmzenei album, amelyen különböző country-előadók játszanak. A Top Country Albums listáján a 30. helyen végzett.
| 1.    | A Man with 18 Wheels   | Lee Ann Womack   | 3:20 |
| 2.    | Drivin' My Life Away   | Rhett Akins      | 3:44 |
| 3.    | Road Man               | Big House        | 6:08 |
| 4.    | Highway Junkie         | Gary Allan       | 3:25 |
| 5.    | The Hammer Going Down  | Chris Knight     | 5:30 |
| 6.    | We Can't All Be Angels | David Lee Murphy | 4:18 |
| 7.    | My Greatest Fear       | Randy Travis     | 3:13 |
| 8.    | On Down the Line       | Patty Loveless   | 3:09 |
| 9.    | Nowhere Road           | Steve Earle      | 2:49 |
| 10.   | Drivin' All Night Long | Jack Ingram      | 4:38 |
| 11.   | I Wanna Remember This  | Linda Davis      | 3:53 |
| 44:07 |                        |                  |      |